# Byron Asher
Byron Asher (* um 1990) ist ein US-amerikanischer Musiker (Saxophon, Klarinette, Komposition), der in Bereichen zwischen weitgehend experimenteller Komposition, Jazz und improvisierter Musik arbeitet.

## Leben und Wirken
Asher wuchs in Maryland auf. Seit 2011 ist er in Louisiana ansässig, wo er an der University of New Orleans den Jazzstudiengang absolvierte.
Asher ist OneBeat Fellow 2022, ein Programm des US-Außenministeriums. Er ist in ganz Europa und den USA in großen Kunstzentren, Festivals und auch in Kneipen und Baumärkten aufgetreten. Zu den Festivals gehören das New Orleans Jazz and Heritage Festival und das French Quarter Festival, das Montreux Jazz Festival, Jazz à Vienne und das Karlovy Vary Jazz Festival. Er hat auch auf Festivals in Deutschland, Polen und der Slowakei gespielt. Seine Kompositionen wurden im Kennedy Center in Washington, D.C. aufgeführt. Als Komponist wurde Ashers Werk von der MacDowell Colony, South Arts, A Studio In The Woods (New Orleans), der Jazz and Heritage Foundation (New Orleans), der Foundation for Contemporary Arts (NYC) und dem Marigny Opera Ballet (New Orleans) und der Puffin Foundation (Teaneck, New Jersey) unterstützt.
Asher leitet Skrontch Music, ein experimentelles großes Ensemble, mit dem er 2019 ein gleichnamiges Album vorlegte. und ist unter anderem Mitglied von Flaxan, einem Blech- und Holzbläser-Kammerquartett, dem Trio Nutria und weiteren Projekten. 2018 gründete er sein Trio Basher, das in der kreativen Musikszene von New Orleans als „Free-Jazz-Partyband“ bekannt wurde. 2022 legte er mit der mit Aurora Nealand, Keyboarder Daniel Meinecke und den Schlagzeugern Brad Webb sowie Zach Rhea zum Quintett erweiterten Band Basher das zweite Album Doubles (Sinking City Records) vor, co-produziert von Jeff Albert. Es erfuhr positive Aufnahme durch die Jazzkritik.
Asher ist weiterhin als Pädagoge und Lehrbeauftragter der Musikabteilung der University of New Orleans tätig.

## Diskographische Hinweise
- Nutria: Call to the Air (2017), mit Trey Boudreaux, Shawn Myers[5]
- Byron Asher's Skrontch Music (Sinking City Records, 2019)
- Byron Asher & Brad Webb: Little Bigby (ears&eyes Records, 2021)
- Byron Asher's Skrontch Music: Lord, When You Send The Rain (2024)
- Basher: May Day (2024)